# Saskia Alusalu
Saskia Alusalu (Jõgeva, 14 april 1994) is een voormalig Estisch langebaanschaatsster. Sinds 9 januari 2010 is ze in bezit van alle officiële Estische nationale records. Ze maakt op dit moment deel uit van de KIA Speed Skating Academy van SportNavigator.nl.

## Biografie
Alusalu schaatst sinds 2006, toen onder leiding van haar dorpsgenoot Väino Treiman. Hij leerde de toen 12-jarige Alusalu op de 250-meterbaan in Adavere schaatsen en op die atletiekbaan worden thans de Estse kampioenschappen verreden. Elke vrijdagmiddag na schooltijd nam Alusalu de trein naar Tallinn voor de veerboot naar Helsinki. Haar beste resultaat bij de Viking Race was de zestiende plaats in 2010. Daar kwam ze in aanraking met Marnix Wieberdink die haar vervolgens liet schaatsen bij zijn schaatsacademie in Inzell. Nadat ze al een aantal keer meedeed aan de Wereldbeker junioren, nam Alusalu op 26 februari 2011 deel aan de 3000 meter op het Wereldkampioenschap junioren. Daarop eindigde ze als B-juniore als vijfentwintigste van de 33 deelnemers. Een jaar later werd ze op dezelfde afstand negentiende op het Wereldkampioenschap junioren 2012.
Met haar debuut op het EK allround werd zij de eerste vrouw die Estland vertegenwoordigde op dit kampioenschap en na 75 jaar de tweede Estse vertegenwoordiging na de deelname van Leopold Reivart bij de mannen op het EK van 1939.
Haar 4e plek tijdens de Olympische massastart in Gangneung, waarbij ze alle drie de tussensprints won, leverde haar de titel Sportvrouw van het jaar 2018 op in Estland.

## Persoonlijk
Alusalu speelt viool en heeft een relatie met sprinter Artur Waś.

## Persoonlijke records
| Afstand    | Tijd    | Datum             | Baan    |
| ---------- | ------- | ----------------- | ------- |
| 500 meter  | 0 40,85 | 23 februari 2019  | Calgary |
| 1000 meter | 1.19,01 | 16 maart 2018     | Calgary |
| 1500 meter | 1.58,64 | 17 maart 2017     | Calgary |
| 3000 meter | 4.07,43 | 13 oktober 2019   | Inzell  |
| 5000 meter | 7.19,14 | 30 september 2017 | Inzell  |

Bijgewerkt tot 9 november 2021

## Resultaten
| Jaar | EK allround             | WK Allround             | WK Afstanden             | Olympische Spelen | WK junioren         |
| ---- | ----------------------- | ----------------------- | ------------------------ | ----------------- | ------------------- |
| 2011 |                         |                         |                          |                   | 25e 3000m           |
| 2012 |                         |                         |                          |                   | 19e 3000m           |
| 2013 |                         |                         |                          |                   | 31e 1500m 17e 3000m |
| 2014 | NC24 (26e, 19e, 24e, -) |                         |                          |                   |                     |
| 2015 | NC17 (18e, 16e, 17e, -) |                         | 10e massastart           |                   |                     |
| 2016 | NC17 (17e, 15e, 17e, -) |                         | 21e massastart           |                   |                     |
| 2017 | NC16 (18e, 15e, 16e, -) | NC23 (22e, 22e, 22e, -) |                          |                   |                     |
| 2018 |                         |                         |                          | 4e massastart     |                     |
| 2019 | NC13 (16e, 11e, 15e, -) | DQ2 (22e, DQ, -, -)     | 18e 3000m 13e massastart |                   |                     |
| 2020 |                         |                         | 19e massastart           |                   |                     |

() = afstandspositie op seniorentoernooi (500m, 3000m, 1500m, 5000m).